# Stiphrolamyra comans
Stiphrolamyra comans là một loài ruồi trong họ Asilidae. Stiphrolamyra comans được Hobby miêu tả năm 1939. Loài này phân bố ở vùng nhiệt đới châu Phi.